# Chindesaurus
Chindesaurus ("ještěr-duch", z jazyka Navahů) byl rod starobylého, vývojově primitivního teropodního dinosaura z čeledi Herrerasauridae. Žil v období svrchního triasu (stupeň karn až nor, asi před 235 až 210 miliony let). Jeho fosilie byly objeveny v sedimentech souvrství Chinle na území Arizony (na lokalitě v rámci Národního parku Petrified Forest). Typový druh C. bryansmalli byl formálně popsán paleontology R. A. Longem a P. A. Murrym v roce 1995.

## Rozměry

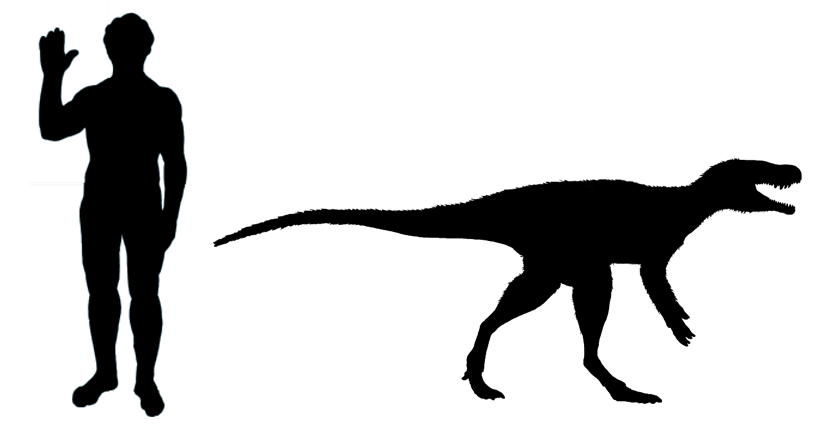
Porovnání velikosti chindesaura a dospělého člověka.

Paleontolog Thomas R. Holtz, Jr. odhadl délku tohoto dinosaura zhruba na 2 metry a hmotnost na několik desítek kilogramů. Podle jiných odhadů pak dosahoval délky asi 2,4 metru a hmotnosti 15 kilogramů.

## Klasifikace
Chindesaurus zřejmě představoval sesterský taxon k druhu Tawa hallae. Jednalo se o ne-neoteropodního teropoda, tedy jednoho z vývojově nejprimitivnějších známých teropodů.